# Aspalathus spinescens
Aspalathus spinescens är en ärtväxtart som beskrevs av Carl Peter Thunberg. Aspalathus spinescens ingår i släktet Aspalathus och familjen ärtväxter.

## Underarter
Arten delas in i följande underarter:
- A. s. lepida
- A. s. spinescens